# The Leatherneck
The Leatherneck ist ein US-amerikanischer Kriegsfilm aus dem Jahr 1929.

## Handlung
Das 6. Marineregiment ist zur Zeit des chinesischen Bürgerkrieges in China stationiert. Die Soldaten Schmidt und Hanlon stehen wegen Desertion vor einem Kriegsgericht. Hanlon erzählt seine Version der Geschichte.
Als das Regiment nach Russland verlegt wurde, heiratete Hanlon Tanya, die Tochter eines Aristokraten. Die Revolution brach aus, in deren Wirren das Ehepaar getrennt wurde. Nach einiger Zeit erfuhr Hanlon von der Ermordung Tanyas und ihrer Familie. Nach einiger Zeit konnte Hanlon herausfinden, dass der Russe Heckla für den Tod Tanyas verantwortlich war. Hanlon, Schmidt und ihr Kamerad Calhoun trennten sich von der Truppe, um Rache zu üben. Bei der Suche nach dem Mörder wurden die drei Soldaten gefangen genommen. Schmidt wurde der Wasserfolter unterzogen und wurde wahnsinnig. Bei ihrer Flucht kam es zu einem Kampf. Heckla wurde getötet, doch auch Calhoun fand den Tod. Hanlon und der geisteskranke Schmidt konnten zum Regiment zurückkehren.
Unerwartet taucht die totgeglaubte Tanya vor Gericht auf und bestätigt die Geschichte ihres Mannes. Hanlon wird freigesprochen. Doch die Zusammenkunft mit seiner Frau wird drei Tage hinausgezögert. Als Strafe für das unerlaubte Entfernen von der Truppe muss Hanlon Wache schieben.

## Kritiken
Mordaunt Hall von der New York Times befand, die Geschichte sei ungewöhnlich, aber die Regie oftmals fantasielos.

## Auszeichnungen
Bei der zweiten Oscarverleihung 1930 wurde Elliott J. Clawson für den Oscar in der Kategorie Bestes Drehbuch nominiert.

## Hintergrund
- Die Uraufführung fand am 24. Februar 1929 statt.
- Leatherneck (engl.: Ledernacken) ist eine Eigenbezeichnung der US-amerikanischen Marineinfanteristen.